# Lúcia Fidalgo
Lucia Fidalgo (Rio de Janeiro, 1965), é uma escritora brasileira, contadora de história, bibliotecária, professora e mestre em educação. Destacou-se no meio literário na área infanto-juvenil, com livros adotados por escolas e municípios brasileiros. Ganhou o prêmio de autora revelação pela FNLIJ, com o livro Menino Bom, da Editora Dimensão.
Fez parte do Programa Nacional de Leitura (Proler).

## Publicações
- Menino bom
- Passo a passo no compasso
- Amor, amor, amor
- Esse sono que não vem
- Um rio de histórias
- Pedro, menino navegador
- Sabendo ler o mundo
- Com vontade de pintar o mundo
- Chico, homem da floresta
- Nas entrelinhas da leitura
- Histórias das terras daqui e de lá
- Menina palavra
- É com essa que eu vou
- Falando em versos
- Foi quando a família real chegou
- E foram felizes… para sempre?
- Uma bola na barriga
- Olhos de estrela e outros contos para jovens
- Tarsila menina pintora[2]
- Carlos, menino poeta